# Райлио, Эйно
Йохан Эйнар «Эйно» Райлио (фин. Johan Einar "Eino" Railio; 11 июня 1886, Гельсингфорс — 3 февраля 1970, Хельсинки) — финский гимнаст, бронзовый призёр летних Олимпийских игр 1908 года.
На Играх 1908 года в Лондоне Раилио участвовал только в командном первенстве, в котором его сборная заняла третье место.